# William E. Starke
Pour les articles homonymes, voir Starke (homonymie).
William Edwin Starke (1814 - 17 septembre 1862) est un riche homme d'affaires de la côte du Golfe et brigadier-général dans l'armée des États confédérés pendant la guerre de Sécession. Il est tué au combat  lors de la bataille d'Antietam, alors qu'il commande de la célèbre « division de Stonewall », une unité rendue célèbre en premier sous le commandement de Stonewall Jackson.

## Avant la guerre
Starke naît dans le comté de Brunswick, en Virginie. Son frère cadet, Peter Burwell Starke deviendra également général dans l'armée confédérée, ainsi que politicien du Mississippi. Avant la guerre de Sécession, les frères travaillent dans une affaire de diligence familiale qui fonctionne entre Lawrenceville et Petersburg, en Virginie. En 1840, William Starke part vers le Sud, devenant un courtier de coton prospère à Mobile, en Alabama, et à la Nouvelle-Orléans, en Louisiane. En 1858, il achète le SS Texas Ranger, un ancien navire de ravitaillement, du gouvernement fédéral et l'utilise pour transporter le coton à ses clients.
Starke épouse Louise Grey Hicks, la fille d'un éminent homme d'affaires du comté de Brunswick. Leur fille Sallie naît à Melrose, en Alabama.

## Guerre de Sécession
Au déclenchement de la guerre de Sécession au début de 1861, en dépit de son manque de formation militaire formelle, Starke est nommé lieutenant-colonel du 53rd Virginia Infantry jusqu'en juin. Par la suite, il est aide de camp du général. Robert S. Garnett en Virginie-Occidentale, mais il se retrouve sans poste à la suite de la mort de Garnett lors de la bataille de Corrick's Ford. Son sang-froid et son jugement au milieu de la confusion qui a suivi la mort du général Garnett sont très favorablement accueillis par le colonel William B. Taliaferro, qui succède au commandement. Il est temporairement membre de l'état-major de Robert E. Lee en août 1861,.
Plus tard dans l'année, il reçoit une commission de colonel du 60th Virginia Infantry. Il mène le régiment au cours de la campagne de la Péninsule de 1862. Il est blessé à la main pendant la bataille des sept jours, le 26 juin 1862, mais il reprend ses fonctions après une période de récupération de trois jours avant d'abandonner finalement le commandement après la bataille.
Pour sa bravoure au cours du combat, il reçoit des éloges par deux fois, puis promu brigadier général le 6 août 1862. Il reçoit le commandement de la deuxième brigade de Louisiane. Initialement, cette nomination est mal ressentie chez les colonel de Louisiane ; le colonel Richard W. Jones du 14th Louisiana Infantry démissionne de sa commission à cette occasion. Mais, les performances de Starke le font admettre dans chez les Tigres de Louisiane.   Il mène la division Stonewall au cours de la deuxième bataille de Bull Run à la suite de la blessure du général Taliaferro. Pour des raisons inconnues, Jackson décide de ne pas lui laisser le commandement permanent, nommant un officier d'état-major (John R. Jones).
À la mi-septembre, la brigade de Starke fait partie de la force sous les ordres de Stonewall Jackson qui capture la grande garnison de l'Union à Harpers Ferry, après quoi elles marchent sur Sharpsburg, au Maryland, le 16 septembre. Une forte attaque de l'Union le matin du 17 septembre, repousse les lignes confédérées. Starke est abattu à trois reprises et il meurt en moins d'une heure. Il est l'un des six généraux tués ou mortellement blessés à Antietam,.
Son corps est enterré dans le cimetière d'Hollywood à Richmond, en Virginie, à côté de son fils qui a été tué trois mois et demi plus tôt lors de la bataille de Seven Pines.

## Mémoire
Le colonel Bradley T. Johnson, dans son rapport officiel sur la deuxième bataille de Manassas (Bull Run), écrit à propos de la mort de Starke : 

« JJe ne peux pas m'abstenir de rendre justice à un vaillant soldat, qui n'est plus. C'était ma chance durant les deux jours de bataille, au cours de laquelle il a commandé la division, d'être en permanence au contact du brigadier général Starke. La course dynamique avec laquelle il a conduit sa brigade sous les tirs les plus cinglant, vendredi, puis au commandement de la division ; la force qu'il a montrée dans le maniement de ce commandement ; le sang-froid et le jugement qui l'ont distingué au combat, le rendent pour moi un homme distinct, et j'ai regretté sa disparition précoce, comme une grande perte pour l'armée et la cause. »

 Son camarade et officier confédéré Clement A. Evans écrivit plus tard : « Son nom mérite un souvenir durable en association avec la division Stonewall ».
Un canon mortuaire sur le champ de bataille d'Antietam marque l'emplacement approximatif où Starke a été touché pour la troisième fois, à l'ouest de l'Hagerstown Turnpike dans la zone des West Woods. Il a été dédié en octobre 1897.